# Comtat de Wittgenstein
El comtat de Wittgenstein fou una jurisdicció feudal del Sacre Imperi Romanogermànic entre el territori de l'abadia de Fulda i el landgraviat de Hessen.
Adelaida comtessa de Wittgenstein es va casar el 1345 amb Salentí, hereu de Sayn-Homburg; El 1384 quan Salentí va pujar al poder al seu comtat a la mort del seu pare, els dos territoris van quedar units i foren anomenats Sayn-Wittgenstein (Sayn-Homburg-Wittgenstein). Aquesta branca va heretar el comtat de Sayn (branca sorgida al mateix temps que Sayn-Homburg el 1283) el 1608.